# 深海危机 (电影)
《深海危机》（英語：Ocean Rescue）是2023年4月15日在中国大陆上映的“反恐”题材战争动作片，导演沈东，主演严屹宽、屈菁菁、吴昊宸、艾晓琪，讲述中国公安和中国人民解放军海军合作战胜恐怖分子的故事。

## 演员
- 严屹宽 出演 林湛，海军陆战队队员
- 屈菁菁 出演 夏苏，公安干警，林湛的未婚妻
- 吴昊宸 出演 王海全，海军陆战队成员
- 艾晓琪 出演 李芊雨，中国公安情报员
- 李幼斌 出演 参谋长，海军陆战队参谋长
- 尤勇智 出演 国安首长
- 火线 出演 詹姆斯
- 李宗霖 出演 中国海军技工
- 斯塔斯·莉维 出演 辛娜
- 万德 出演 威廉·康纳
- 胡建文 出演 船老大
- 姜山 出演 中国海军飞行员
- 林飞飞 出演 水吧服务员
- 李照财 出演 酒店匪徒
- 叶展飞 出演 酒店匪徒
- 龙山 出演 货轮匪徒
- 何瑞思 出演 货轮匪徒
- 白超 出演 货轮匪徒
- 詹卢卡·佐帕 出演 货轮劫匪
- 杰克·马丁 出演 飞行员

## 曲目
| 曲序 | 曲目                 |      | 作曲   | 歌手   |
| ---- | -------------------- | ---- | ------ | ------ |
| 1.   | 《灯塔》（主题曲）   |      |        | 金润吉 |
| 2.   | 《空荡荡》（片尾曲） | 林凯 | 金润吉 | 金润吉 |

## 制作
2012年，导演沈东和编剧段连民在八一电影制片厂（今中国人民解放军文化艺术中心电影电视制作部）的大院里散步，突发灵感，想要拍摄一部中国人拯救世界的“人类命运共同体”主题的电影。2018年年底，《深海危机》在广东省海陵岛开拍，之后辗转北京市、珠海市、阳江市、三亚市等地取景拍摄。

## 上映
2023年4月15日，该片在中国大陆上映。